# Boliche nos Jogos Pan-Americanos de 2023 - Individual feminino
O evento individual feminino do boliche nos Jogos Pan-Americanos de 2023 foi disputado entre 3 e 5 de novembro de 2023 no Centro de Boliche, em La Florida. Um total de 25 competidoras de 12 Comitês Olímpicos Nacionais (CON) participaram do evento.

## Calendário
Horário local (UTC−3).
| Data          | Hora  | Fase                         |
| ------------- | ----- | ---------------------------- |
| 3 de novembro | 14:00 | Fase classificatória – Dia 1 |
| 4 de novembro | 8:00  | Fase classificatória – Dia 2 |
| 5 de novembro | 10:00 | Semifinais                   |
| 5 de novembro | 12:00 | Final                        |

## Medalhistas
| Ouro   | COL Clara Guerrero                     |
| Prata  | COL Juliana Franco                     |
| Bronze | USA Breanna Clemmer MEX Sandra Góngora |

## Resultados

### Fase classificatória
As quatro competidoras com as maiores pontuações após dois dias de disputas avançam às semifinais.
| Pos. | Jogadora             | CON                                 | Total | Notas |
| ---- | -------------------- | ----------------------------------- | ----- | ----- |
| 1    | Clara Guerrero       | COL Colômbia                        | 3484  | Q     |
| 2    | Sandra Góngora       | MEX México                          | 3334  | Q     |
| 3    | Juliana Franco       | COL Colômbia                        | 3295  | Q     |
| 4    | Breanna Clemmer      | USA Estados Unidos                  | 3278  | Q     |
| 5    | Kamilah Dammers      | ARU Aruba                           | 3251  |       |
| 6    | Roberta Camargo      | BRA Brasil                          | 3154  |       |
| 7    | Iliana Lomeli        | MEX México                          | 3139  |       |
| 8    | Aura Guerra          | DOM República Dominicana            | 3123  |       |
| 9    | Elena Weinstok       | CRC Costa Rica                      | 3112  |       |
| 10   | Ana Bolaños          | EAI Equipe de Atletas Independentes | 3111  |       |
| 11   | Sofía Rodríguez      | EAI Equipe de Atletas Independentes | 3079  |       |
| 12   | Jordan Richard       | USA Estados Unidos                  | 3063  |       |
| 13   | Eugenia Quintanilla  | ESA El Salvador                     | 3062  |       |
| 14   | Stephanie Martins    | BRA Brasil                          | 3058  |       |
| 15   | Pamela Pérez         | PUR Porto Rico                      | 3043  |       |
| 16   | Alicia Marcano       | VEN Venezuela                       | 3006  |       |
| 17   | Taishaye Naranjo     | PUR Porto Rico                      | 2999  |       |
| 18   | Jessica Atan         | CRC Costa Rica                      | 2952  |       |
| 19   | Zoriani Reyes        | PUR Porto Rico                      | 2929  |       |
| 20   | Vivian Luna          | DOM República Dominicana            | 2922  |       |
| 21   | Karen Marcano        | VEN Venezuela                       | 2916  |       |
| 22   | Roxana Fajardo       | ESA El Salvador                     | 2904  |       |
| 23   | Verónica Valdebenito | CHI Chile                           | 2880  |       |
| 24   | Abigail Dammers      | ARU Aruba                           | 2862  |       |
| 25   | María José Caro      | CHI Chile                           | 2823  |       |

### Semifinais
As vencedoras de cada semifinal avançam à final. As perdedoras conquistam automaticamente as medalhas de bronze.
Semifinal 1
| Pos.              | Jogador         | CON                | G1  | G2  | G3  | Total | Notas |
| ----------------- | --------------- | ------------------ | --- | --- | --- | ----- | ----- |
| 1                 | Clara Guerrero  | COL Colômbia       | 219 | 246 | 213 | 678   | Q     |
| Medalha de bronze | Breanna Clemmer | USA Estados Unidos | 219 | 225 | 193 | 637   |       |

Semifinal 2
| Pos.              | Jogadora       | CON          | G1  | G2  | G3  | Total | Notas |
| ----------------- | -------------- | ------------ | --- | --- | --- | ----- | ----- |
| 1                 | Juliana Franco | COL Colômbia | 224 | 204 | 227 | 655   | Q     |
| Medalha de bronze | Sandra Góngora | MEX México   | 237 | 188 | 180 | 605   |       |

### Final
As pontuações totais definem as medalhas de ouro e de prata.
| Pos.             | Jogadora       | CON          | G1  | G2  | G3  | Total | Notas |
| ---------------- | -------------- | ------------ | --- | --- | --- | ----- | ----- |
| Medalha de ouro  | Clara Guerrero | COL Colômbia | 220 | 212 | 255 | 687   |       |
| Medalha de prata | Juliana Franco | COL Colômbia | 225 | 157 | 258 | 640   |       |